# XXXVI Corpo de Montanha (Alemanha)
O XXXVI Corpo de Montanha (em alemão:XXXVI. Gebirgs-Armeekorps) foi um Corpo de Exército alemão que operou durante a Segunda Guerra Mundial.

## Comandantes
| Comandante                               | Data                                          |
| ---------------------------------------- | --------------------------------------------- |
| General der Infanterie Karl Weisenberger | 30 de novembro de 1941 - 10 de agosto de 1944 |
| General der Gebirgstruppen Emil Vogel    | 10 de agosto de 1944 - 8 de maio de 1945      |

## Área de operações
| Finlândia | novembro de 1941 - setembro de 1944 |
| Noruega   | setembro de 1944 - maio de 1945     |